# Ignacy Guenther
Ignacy Marian Guenther (ur. 1 lutego 1937 w Nowym Dworze) – polski polityk, rolnik, poseł na Sejm X kadencji (1989–1991).

## Życiorys
Ukończył w 1953 zasadniczą szkołę metalową, w której uzyskał dyplom czeladnika. Do czasu przejścia na emeryturę w 1991 prowadził indywidualne gospodarstwo rolne. Działał w Niezależnym Samorządnym Związku Zawodowym Rolników Indywidualnych „Solidarność”. Organizował i działał w Duszpasterstwie Rolników w Chojnicach.
W 1989 został posłem na Sejm X kadencji z ramienia Komitetu Obywatelskiego „Solidarność”, wybranym w okręgu chojnickim. W trakcie pracy w parlamencie zasiadał w Komisji Handlu i Usług oraz w Komisji Rolnictwa i Gospodarki Żywnościowej, należał do Obywatelskiego Klubu Parlamentarnego. Następnie wstąpił do Porozumienia Centrum, w latach 1998–2002 z listy Akcji Wyborczej Solidarność pełnił funkcję radnego powiatu chojnickiego. W 2005 bezskutecznie kandydował do Sejmu z listy Centrum, a w kolejnych latach do rady powiatu (m.in. z listy Chrześcijańskiego Ruchu Samorządowego oraz Prawa i Sprawiedliwości).
W 1984 otrzymał Medal 40-lecia Polski Ludowej, w 1994 Złoty Krzyż Zasługi, a w 2022 Krzyż Wolności i Solidarności.